# Jello Tennis Classic 1991
Jello Tennis Classic 1991 — жіночий тенісний турнір, що проходив на закритих кортах з твердим покриттям Indianapolis Racquet Club в Індіанаполісі (США). Належав до турнірів 4-ї категорії в рамках Туру WTA 1991. Відбувсь удванадцяте і тривав з 11 до 16 листопада 1991 року. Перша сіяна Катарина Малеєва здобула титул в одиночному розряді й отримала 27 тис. доларів США.

## Фінальна частина

### Одиночний розряд
Катарина Малеєва —  Одра Келлер 7–6(7–1), 6–2
- Для Малеєвої це був 1-й титул в одиночному розряді за сезон і 10-й — за кар'єру.

### Парний розряд
Патті Фендік /  Джиджі Фернандес —  Катріна Адамс /  Мерседес Пас 6–4, 6–2